# Jakub Sochor
Jakub Sochor (* 9. ledna 2000 Plzeň) je český pistolový sportovní střelec.

## Studium
Maturitu absolvoval na Gymnáziu Blovice. Za svou práci v oblasti jaderné chemie (formou Středoškolské odborné činnosti) získal v roce 2019 Cenu Učené společnosti ČR a Cenu rektora Západočeské univerzity v Plzni. Od roku 2019 studuje obor Jaderná chemie na Fakultě jaderné a fyzikálně inženýrské ČVUT v Praze.
Od listopadu 2021 je předsedou spolku Talnet věnujícího se talentovaným žákům a studentům základních a středních škol. Od dubna 2022 je pak místopředsedou skupiny YWP CZ sdružující mladé vodárenské profesionály.

## Sportovní činnost
Se sportovní střelbou začínal ve 13 letech v klubu Dukla Plzeň pod trenérem Pavlem Kužvartem. V roce 2018 přestoupil do klubu Olymp Plzeň a jeho trenérem se o rok později stal Václav Šašek. Od roku 2017 je juniorským reprezentantem v disciplíně vzduchová pistole, od roku 2020 reprezentantem seniorským ve stejné kategorii. Je spoludržitelem dvou českých juniorských rekordů a mezi lety 2018 a 2021 byl členem Akademie individuálních sportů Plzeňského kraje.
V roce 2017 se zúčastnil jako náhradník za Pavla Schejbala letní Olympiády dětí a mládeže v Brně, kde v obou disciplínách (VzPi 40 i VzPi MIX) získal zlatou medaili. Ve stejný rok byl vlajkonošem českého družstva na finále EYL v chorvatském Osijeku; český tým však skončil v semifinále. O rok později ve finále European Youth League 2018 ve Finsku, kde byl taktéž vlajkonošem, byl členem bronzového týmu (spolu s Annou Kužvartovou a Janem Vildomcem).
V roce 2019 se pak zúčastnil Letních univerzitních her v italské Neapoli, kde v disciplíně vzduchová pistole obsadil 31. místo a v MIXu 16. místo.
Mezi lety 2019 a 2022 byl kapitánem družstva Olymp Plzeň na Extralize družstev.

## Politická činnost
Od roku 2018 je členem Občanské demokratické strany, za kterou kandidoval v roce 2018 na 8. místě do zastupitelstva města Blovice. ODS získala čtyři mandáty a zastupitelem se tak nestal. O čtyři roky později se stal lídrem blovické občanskodemokratické kandidátky.